# Миньцин
Миньци́н (кит. упр. 闽清, пиньинь Mǐnqīng) — уезд городского округа Фучжоу провинции Фуцзянь (КНР).

## История
Во времена империи Тан в 785 году из уезда Хоугуань был выделен уезд Мэйцин (梅清县). В эпоху эпоху Пяти династий и десяти царств, когда эти места находились в составе государства Поздняя Лян, уезд был в 911 году переименован в Миньцин.
После образования КНР в 1949 году был создан Специальный район Миньхоу (闽侯专区), и уезд вошёл в его состав. В 1956 году Специальный район Миньхоу был упразднён, и уезд перешёл в состав Специального района Наньпин (南平专区). В 1959 году Специальный район Миньхоу был воссоздан, и уезд вернулся в его состав. В 1970 году власти Специального района Миньхоу переехали из уезда Миньхоу в уезд Путянь, и Специальный район Миньхоу был в 1971 году переименован в Округ Путянь (莆田地区).
Постановлением Госсовета КНР от 18 апреля 1983 года уезд был передан под юрисдикцию властей Фучжоу.

## Административное деление
Уезд делится на 11 посёлков и 5 волостей.

## Экономика
Важной отраслью сельского хозяйства является выращивание оливок, которое ведёт свою историю с эпохи династии Тан. Ежегодно в уезде собирают более 17 тыс. тонн оливок стоимостью более 600 млн юаней. 